# Фогель, Йохан
Йохан Луи́ Франсуа́ Фо́гель (нем. Johann Louis François Vogel; род. 8 марта 1977, Женева) — швейцарский футбольный полузащитник и тренер, возглавляет клуб швейцарской Первой лиги «Натерс». Известен выступлением за швейцарский «Грассхоппер» и голландский ПСВ, так же выступал за итальянский «Милан», испанский «Реал Бетис», английский «Блэкберн Роверс». 5 ноября 2009 года Йохан Фогель, в возрасте 32 лет объявил о завершении карьеры игрока.

## Клубная карьера

### Ранняя карьера
Родившись в Женеве, Фогель в юности присоединился к швейцарскому любительскому клубу «Мерен», но пробился в профессиональный футбол, присоединившись к цюрихскому клубу «Грассхоппер». В свое время в «Грассхоппер» он обычно играл в центре обороны или на правом фланге защиты, хотя иногда его могли поставить на роль центрального полузащитника. Дебютировал в Суперлиге в матче со «Ксамаксом» (3:3). В Еврокубках Йохан дебютировал в кубке Интертото в матче против португальского «Спортинга»(3:1 в д.в.). Фогель сыграл 133 матча за Грассхопер и забил 13 голов, став любимцем своей команды. В 1999 году перешел в ПСВ на правах свободного агента.

### ПСВ
За голландский клуб ПСВ Йохан стал выступать с 1999 года. Дебютировал за команду в матче квалификации Лиги Чемпионов против кишиневского «Зимбру»(0:0), а во втором матче квалификации ПСВ выиграл 2:0. 14 августа 1999 года Фогель сыграл свой первый матч в Эредивизи против «МВВ Маастрихт»(4:1), в котором Йохан отличился ассистом на Марка Ван Боммеля. 15 сентября Йохан сыграл свой первый матч в основной части Лиги чемпионов против мюнхенской «Баварии»(1:2). По итогам сезона 99/00 Фогель сыграл 38 матчей, отдал 5 голевых передач, забил 2 гола и выиграл Эредивизи. Йохан решил перейти в «Милан» в конце сезона 2004/05. В своем последнем сезоне в ПСВ он стал известен тем, что организовал сильное партнерство в полузащите с Марком ван Боммелем и Филлипом Коку, когда клуб сумел дойти до полуфинала турнира Лиги чемпионов. За всю историю выступлений за голландский клуб Йохан выступил в 340 матчах, забил 8 голов, отдал 14 ассистов.
Милан

### Реал Бетис
31 августа 2006 года Йохан Фогель перешел в «Реал Бетис» по обмену на Рикардо Оливейру. Фогель дебютировал за «Бетис» в матче против «Атлетика Бильбао» 10 сентября 2006 года на стадионе имени Мануэля Руиса де Лоперы, где «Бетис» выиграл со счетом 3:0.
В последний раз Фогель сыграл за «Бетис» в Ла Лиге 19 мая 2007 года в матче против «Таррагоны». 27 декабря 2007 года он согласился покинуть «Бетис» после того, как подал на них в суд.
«Эвертон» подтвердил, что ведет переговоры о подписании контракта после того, как ему сказали, что он может покинуть свой тогдашний клуб «Реал Бетис» в июле 2007 года. Однако сделка столкнулась с проблемами из-за того, что «Реал Бетис» хотел заплатить за него.

### Блэкберн Роверс
18 марта 2008 года Йохан подписал контракт на два с половиной года (с возможностью продления еще на год) с клубом Марка Хьюза «Блэкберн Роверс». Фогель присоединился к другим швейцарским футболистам Стефану Аншо и Бруно Бернеру в «Ивуд Парке», а также к своему бывшему коллеге по ПСВ Андре Ойеру. После получения международного разрешения играть за «Блэкберн Роверс» 25 марта он получил футболку под номером 8, которую освободил Робби Сэвидж после перехода в «Дерби Каунти».
Фогель дебютировал за «Роверс» 5 апреля в матче против «Тоттенхэма Хотспура».
Однако в сезоне 2008-09 Фогель оставался запасным в Ивуд-парке. На замену он вышел после поражения от «Ливерпуля» со счетом 3:1.
7 апреля 2009 года его контракт с «Блэкберн Роверс» был расторгнут немедленно и по обоюдному согласию. После этого он объявил о своем уходе из профессионального футбола.

### Грассхоппер
Через два с половиной года после выхода на пенсию Фогель решил снова вернуться на поле боя. Вернувшись в «Грассхопперс», он дебютировал на профессиональном уровне и вышел в стартовом составе в матче против «Туна» 5 февраля 2012 года. Появившись еще в двух матчах чемпионата, он во второй раз ушел в отставку.

## Международная карьера
Фогель дебютировал за сборную Швейцарии 8 марта 1995 года в матче против Греции со счетом 1:1. Принимал участие в Евро-1996, Евро-2004, чемпионате мира 2006 года и в общей сложности сыграл за свою страну 94 матча. Свой первый гол он забил 10 марта 1999 года в товарищеском матче против сборной Австрии.
До 8 марта 2007 года был капитаном сборной Швейцарии.

## Достижения
Командные
«Грассхоппер»
- Чемпион Швейцарии: 1994/95, 1995/96, 1997/98
- Обладатель Кубка Швейцарии: 1993/94

ПСВ
- Чемпион Нидерландов: 1999/00, 2000/01, 2002/03, 2004/05
- Обладатель Кубка Нидерландов: 2004/05
- Обладатель Суперкубка Нидерландов: 2000, 2001, 2003

Личные
- Обладатель Золотой бутсы: 2001